# ألباني (إلينوي)
ألباني (بالإنجليزية: Albany)‏ هي قرية تقع في الولايات المتحدة في إلينوي. يقدر عدد سكانها بـ 891 نسمة.

## التركيبة السكانية
حدّد مكتب تعداد الولايات المتحدة بيانات التركيبة السكانية لألباني في تعداد الولايات المتحدة. في ما يلي، التركيبة السكانية حسب تعدادي 2000 و2010.

### تعداد عام 2000
بلغ عدد سكان ألباني 895 نسمة بحسب تعداد عام 2000، وبلغ عدد الأسر 349 أسرة وعدد العائلات 262 عائلة مقيمة في القرية. في حين سجلت الكثافة السكانية 323.1 نسمة لكل كيلومتر مربع (836.8/ميل2). وبلغ عدد الوحدات السكنية 383 وحدة بمتوسط كثافة قدره 138.3 لكل كيلومتر مربع (358.2/ميل2).
وتوزع التركيب العرقي للقرية بنسبة 98.66% من البيض و0.67% من الأمريكيين الأفارقة و0.22% من الأعراق الأخرى و0.45% من عرقين مختلطين أو أكثر و0.56% من الهسبانيون أو اللاتينيون من أي عرق.
بلغ عدد الأسر 349 أسرة كانت نسبة 35.2% منها لديها أطفال تحت سن الثامنة عشر تعيش معهم، وبلغت نسبة الأزواج القاطنين مع بعضهم البعض 63% من أصل المجموع الكلي للأسر، ونسبة 8.3% من الأسر كان لديها معيلات من الإناث دون وجود شريك،  بينما كانت نسبة 3.7% من الأسر لديها معيلون من الذكور دون وجود شريكة وكانت نسبة 24.9% من غير العائلات. تألفت نسبة 21.8% من أصل جميع الأسر من عدة أفراد يعيشون في نفس المنزل ونسبة 9.2% كانت تتألف من شخص يعيش بمفرده يبلغ من العمر 65 عاماً أو أكثر. وبلغ متوسط حجم الأسرة المعيشية 2.56، أما متوسط حجم العائلات فبلغ 2.98.
بلغ العمر الوسطي للسكان 37.8 عاماً. وكانت نسبة 26.8% من القاطنين تحت سن الثامنة عشر، وكانت نسبة 5.8% بين الثامنة عشر والرابعة والعشرين عاماً، ونسبة 28.3% كانت واقعةً في الفئة العمرية ما بين الخامسة والعشرين والرابعة والأربعين عاماً، ونسبة 26.1% كانت ما بين الخامسة والأربعين والرابعة والستين، ونسبة 13% كانت ضمن فئة الخامسة والستين عاماً فما فوق. يوجد لكل 100 أنثى 94.6 ذكر، ويوجد لكل 100 أنثى في الثامنة عشر من عمرها فما فوق 90.4 ذكر.
بلغ متوسط دخل الأسرة في القرية 46,719 دولارًا، أما متوسط دخل العائلة فبلغ 51,333 دولارًا. وكان متوسط دخل الذكور 40,521 دولارًا مقابل 20,938 دولارًا للإناث. وسجل دخل الفرد الخاص بالقرية 18,780 دولارًا. وكانت نسبة 3.7% من العائلات ونسبة 5.3% من السكان تحت خط الفقر، وكان من هؤلاء نسبة 7.7% تحت سن الثامنة عشر ونسبة 0.9% في الخامسة والستين من العمر وما فوق.

### تعداد عام 2010
بلغ عدد سكان ألباني 891 نسمة بحسب تعداد عام 2010، وبلغ عدد الأسر 383 أسرة وعدد العائلات 257 عائلة مقيمة في القرية. في حين سجلت الكثافة السكانية 321.7 نسمة لكل كيلومتر مربع (833.2/ميل2). وبلغ عدد الوحدات السكنية 417 وحدة بمتوسط كثافة قدره 150.5 لكل كيلومتر مربع (389.8/ميل2).
وتوزع التركيب العرقي للقرية بنسبة 98.32% من البيض و0.11% من الأمريكيين الأفارقة و0.22% من الأمريكيين الأصليين و0.34% من الأمريكيين ذوي الأصول الآسيوية و0.56% من الأعراق الأخرى و0.45% من عرقين مختلطين أو أكثر و2.24% من الهسبانيون أو اللاتينيون من أي عرق.
بلغ عدد الأسر 383 أسرة كانت نسبة 27.4% منها لديها أطفال تحت سن الثامنة عشر تعيش معهم، وبلغت نسبة الأزواج القاطنين مع بعضهم البعض 54.8% من أصل المجموع الكلي للأسر، ونسبة 9.7% من الأسر كان لديها معيلات من الإناث دون وجود شريك،  بينما كانت نسبة 2.6% من الأسر لديها معيلون من الذكور دون وجود شريكة وكانت نسبة 32.9% من غير العائلات. تألفت نسبة 28.2% من أصل جميع الأسر من عدة أفراد يعيشون في نفس المنزل ونسبة 13.6% كانت تتألف من شخص يعيش بمفرده يبلغ من العمر 65 عاماً أو أكثر. وبلغ متوسط حجم الأسرة المعيشية 2.33، أما متوسط حجم العائلات فبلغ 2.81.
بلغ العمر الوسطي للسكان 42.7 عاماً. وكانت نسبة 21% من القاطنين تحت سن الثامنة عشر، وكانت نسبة 7.4% بين الثامنة عشر والرابعة والعشرين عاماً، ونسبة 24.7% كانت واقعةً في الفئة العمرية ما بين الخامسة والعشرين والرابعة والأربعين عاماً، ونسبة 29% كانت ما بين الخامسة والأربعين والرابعة والستين، ونسبة 18% كانت ضمن فئة الخامسة والستين عاماً فما فوق. وتوزع التركيب الجنسي للسكان بنسبة 49.6% ذكور و50.4% إناث.